# آلان مارتي
آلان مارتي (بالفرنسية: Alain Marty) هو سياسي فرنسي، ولد في 7 مارس 1946 في فرنسا. حزبياً، نشط في الاتحاد من أجل حركة شعبية.

## مناصب
- انتخب نائب فرنسي عن دائرة Moselle's 4th constituency [الإنجليزية]‏ خلال فترته النيابية (20 يونيو 2012 – 20 يونيو 2017).
- انتخب نائب فرنسي عن دائرة Moselle's 4th constituency [الإنجليزية]‏ خلال فترته النيابية [الإنجليزية]‏ (20 يونيو 2007 – 19 يونيو 2012).
- انتخب عضو المجلس العام  [لغات أخرى]‏.
- انتخب رئيس بلدية [الإنجليزية]‏ ساربورغ [الإنجليزية]‏ (20 مارس 1989 – ).
- انتخب نائب فرنسي عن دائرة Moselle's 4th constituency [الإنجليزية]‏ خلال فترته النيابية  [لغات أخرى]‏ (19 يونيو 2002 – 19 يونيو 2007).